# ランキングー!
「ランキングー！」(rankingoo)は、株式会社CMサイトの運営によるウェブサイト。芸能人をはじめ、エンターテインメント、ドラマ、映画、アニメ、スポーツ、音楽、漫画、ならびに雑学などの題材を元に、投票を集計したランキング記事を取り扱うWebサイト。

## アクセス規模
2021年6月時点で、1か月あたりの総ページビュー数およそ2000万、モバイルからの閲覧が大多数を占めている。

## ソーシャルメディア
2016年4月時点で、公式ツイッターアカウントのフォロワー数1万人。不定期で公式ツイッターアカウントにてランキングアンケートへの投票を募集。これを記事として発表している。